# Dagmar Kuzmanová
Dagmar Kuzmanová, provdaná Slafkovská (* 17. září 1956, Handlová) je bývalá slovenská lyžařka, sjezdařka.

## Lyžařská kariéra
Na XII. ZOH v Innsbrucku 1976 reprezentovala Československo v alpském lyžování. Ve sjezdu skončila na 32. místě, ve slalomu na 9. místě a v obřím slalomu také na 9. místě. Na mistrovství světa dosáhla nejlepšího výsledku 5. místem v kombinaci v Garmisch-Partenkirchenu 1978 a 6. místem v kombinaci v Innsbrucku 1976, kdy bylo mistrovství světa součástí olympiády.